# Stian Sørlie
Stian Sørlie (* 13. Oktober 1982) ist ein norwegischer Automobilrennfahrer.

## Karriere
Stian Sørlie fing seine Motorsportlaufbahn im Kartsport an. Von 1999 bis 2003 startete er in norwegischen, nordischen und europäischen Wettbewerben. Seine größten Kart-Erfolge erzielte er 2002 und 2003 mit dem Meistertitel in der Nordischen Formel-A-Meisterschaft. Davor wurde er 2000 Vizemeister und 2001 Dritter in der ICA-Wertung der Norwegischen Kartmeisterschaft.
Danach wechselte er in den Formelsport und fuhr 2004 und 2005 in der Britischen Formel BMW, in der er in seinem zweiten Jahr den vierten Platz in der Gesamtwertung erreichte. In der Saison 2006 ging er in der Britischen Formel Renault 2.0 an den Start und wurde zum Ende 23. im Gesamtklassement.
Ab 2007 trat er überwiegend in Langstreckenrennen an. 2007, 2008 und 2011 fuhr er beim 24-Stunden-Rennen auf dem Nürburgring. In den ersten beiden Jahren gewann er auf einem BMW 120d und BMW 320d die S1-Wertung und wurde Klassensieger.
2008 und 2009 startete er in der 24H Series. Im ersten Jahr fuhr er in zwei Rennen für das Team Schubert Motorsport. In einem Rennen wurde er Zweiter in der D1-Wertung und im zweiten Rennen erreichte er den vierten Platz in der A5-Wertung. In der Gesamtwertung gewann er so die Meisterschaft 2008.
Im ADAC GT Masters trat er 2009 und 2010 an. In der ersten Saison startete er für rhino’s Leipert Motorsport an drei Rennwochenenden mit einem Ascari KZ1R GT3. In der zweiten Saison fuhr er für Need for Speed by Schubert Motorsport als Gaststarter an einem Wochenende mit einem BMW Z4 GT3.